# Feuerbohrer
Der Feuerbohrer ist ein aztekisches Sternbild, das einen Mann darstellt, der durch Feuerbohren ein Feuer entfacht.
Unter diesem Sternbild fand die Neufeuerzeremonie statt. Dabei löschten die Azteken alle Feuer. Dann wurde ein Mann geopfert und an die Stelle seines Herzens ein Stück Holz gelegt, um es mit einem Feuerbohrer zu entzünden. Die Azteken entzündeten an diesem Feuer Fackeln und brachten sie nach Hause. Die Neufeuerzeremonie fand alle 52 Jahre statt und leitete den aztekischen Kalenderzyklus ein.
Die genaue Position des Sternbildes ist nicht mehr bekannt.